# ريتشارد سويفت (ملحن)
ريتشارد سويفت (بالإنجليزية: Richard Swift)‏ هو عالم موسيقى وملحن أمريكي، ولد في 24 سبتمبر 1927، وتوفي في 8 نوفمبر 2003.